# صموئيل هوفمان (رسام)
صموئيل هوفمان هو رسام سويسري، ولد في 1591، وتوفي في 1648 في فرانكفورت في ألمانيا.